# Тархово
Та́рхово (рос. Тархово) — село у складі Нижньоломовського району Пензенської області, Росія.
Населення — 11 осіб (2010; 30 у 2002).
Національний склад станом на 2002 рік:
- росіяни — 93 %